# Saegertown
Saegertown é um distrito localizado no estado norte-americano de Pensilvânia, no Condado de Crawford.

## Demografia
Segundo o censo norte-americano de 2000, a sua população era de 1071 habitantes.
Em 2006, foi estimada uma população de 1052, um decréscimo de 19 (-1.8%).

## Geografia
De acordo com o United States Census Bureau tem uma área de
3,7 km², dos quais 3,7 km² cobertos por terra e 0,0 km² cobertos por água.

## Localidades na vizinhança
O diagrama seguinte representa as localidades num raio de 12 km ao redor de Saegertown.